# Driopea griseobasalis
Driopea griseobasalis là một loài bọ cánh cứng trong họ Cerambycidae.